# 赫廷根
赫廷根（德語：Höttingen，發音：[ˈhœtɪŋən]）是德国巴伐利亚州中弗兰肯行政区魏森堡-贡岑豪森县的市镇，面积19.26平方千米，2023年12月31日人口为1,120人。